# Nässelklocka
Nässelklocka (Campanula trachelium) är en art i familjen klockväxter som kan bli upp till en meter hög. Det svenska namnet kommer av att bladen påminner om brännässla (Urtica dioica). Den växer på näringsrik jord lerjord i parker, lundar och kulturpåverkad mark. I Sverige har den sin utbredning i landets södra och mellersta delar.